# 戈瑟尔
戈瑟尔（德語：Gossel，發音：[ˈɡɔsl̩]）是德国图林根州伊尔姆县曾经的一个市镇，面积13.61平方千米，2017年12月31日人口为460人。2019年1月1日，戈瑟尔与另外5个市镇合并为新市镇格拉塔尔。